# Gustave Belard
Gustave Raymond Belard est un sculpteur français né le 14 avril 1842 à Toulouse et mort le 5 décembre 1912 dans le 17e arrondissement de Paris.

## Biographie
Gustave Belard est né en 1842 à Toulouse. 
Admis aux Beaux-Arts de Paris, il est élève de François Jouffroy, d'Alexandre Falguière et d'Antonin Mercié. Il débute au Salon de 1880 et remporte des mentions honorables en 1882 et 1883. Après être resté longtemps éloigné des Salons, il expose une dernière fois en 1899. Il est membre de la Société des artistes français. 
Il meurt en 1912.

## Œuvres
- Au bord de la mer, statue en plâtre, Salon de 1880 (no 6092).
- Idylle, Salon de 1882 (no 4102).
- Faucheur, statue en plâtre, Salon de 1883 (no 3341).
- Au bord de la mer, groupe en marbre, Salon de 1899 (no 3203).